# Leptonycteris yerbabuenae
Espèce
Statut de conservation UICN

 NT  : Quasi menacé
Leptonycteris yerbabuenae est une espèce de chauves-souris de la famille des Phyllostomidae.

## Répartition
Il est présent aux États-Unis (Arizona et Nouveau-Mexique), au Mexique, au Guatemala et au Honduras.

## Alimentation
Il se nourrit du pollen et du nectar de fleurs (notamment d'agave et de saguaro) ainsi que de quelques fruits et insectes.

## Rôle écologique

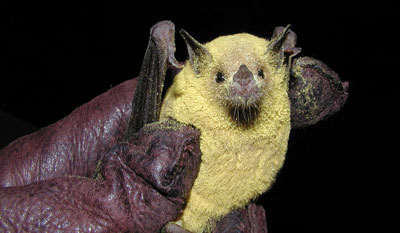
Leptonycteris yerbabuenae couverte de pollen

Les agaves tequilana  sont pollinisées exclusivement par les Leptonycteris yerbabuenae dont la longue langue permet d'aller chercher le nectar à l'intérieur des fleurs. L'animal et la plante ont évolué ensemble dans une relation de mutualisme, c'est ce qu'on appelle une coévolution.
Migratrices, ces chauves-souris parcourent chaque année près de 1200km entre le Mexique et la frontière des États-Unis en suivant les floraisons des agaves et des cactus le long de leur route. Elles peuvent ainsi butiner jusqu'à 100 fleurs par nuit.
Elles sont aujourd'hui menacées par la surexploitation des agaves utilisées pour produire de la téquila et du mezcal car les cultivateurs coupent les fleurs juste avant la floraison, les privant ainsi de nectar. Les changements climatiques sont une autre menace puisque les agaves sauvages fleurissement désormais prématurément, avant l'arrivée des chauves-souris lors de leur migration. C'est ainsi qu'elles se sont retrouvées menacées d'extinction: en 1998, on n'en dénombrait plus qu'environ 1000 individus. Les mesures de conservation proposées par des scientifiques et organismes de sauvegarde de la biodiversité ont porté leurs fruits. Aujourd'hui on en compte environ 200 000. Une certification "bat-friendly" est attribuée aux producteurs de téquila et de mezcal qui utilisent des  agaves dont les fleurs ont été coupées après floraison.